# Skepta

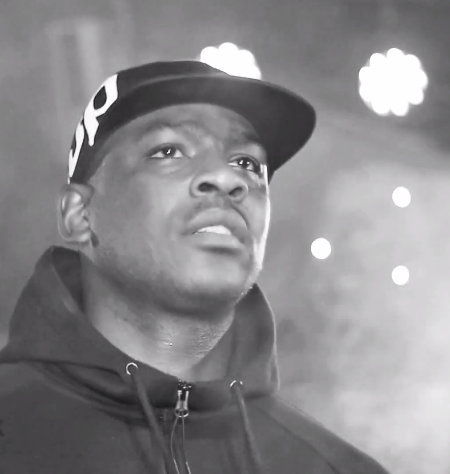
Skepta (2014)

Skepta (* 19. September 1982; wirklicher Name Joseph Junior Adenuga) ist ein britischer Grime-Musiker und Musikproduzent.

## Biografie
In den 2000ern startete Skepta als Rapper im Radio und bei MC-Battles. 2005 gründete er mit Wiley, seinem Bruder Jme und anderen das Kollektiv Boy Better Know und das gleichnamige Label. 2006 wurde er auch Mitglied von Roll Deep.
Sein erstes Album Greatest Hits (2007) blieb noch ohne große Beachtung, erst mit dem Song Rolex Sweep hatte er im September 2008 einen Achtungserfolg. Mit Sunglasses at Night hatte er ein halbes Jahr später seinen ersten Hit in den UK Top 75. Trotzdem schaffte es auch sein zweites Album Microphone Champion nicht in die Charts.
Den Durchbruch hatte Skepta dann 2010 mit dem Wechsel zum Label All Around the World. Mit Bad Boy, Rescue Me und Cross My Heart (mit der indischstämmigen Sängerin Preeya Kalidas) hatte er gleich drei Top-40-Hits in Folge. Das Album Doin’ It Again erreichte im Jahr darauf Platz 19.
Nach einer Pause folgte 2014 die Single That’s Not Me, eine Zusammenarbeit mit seinem Bruder Jme, die ihm seine erste Platinauszeichnung einbrachte. Das zweite Platin folgte im Jahr darauf mit Shutdown. Mit dem Album Konnichiwa schaffte er es schließlich 2016 ganz nach vorne. Mit Platz 2 und 32 Chartwochen war es seine erfolgreichste Veröffentlichung und erstmals konnte er sich auch international in den Hitparaden platzieren, z. B. in den USA, Australien und Westeuropa. Das Album wurde mit dem Mercury Prize ausgezeichnet. Den größten internationalen Singlehit hatte Skepta zwei Jahre später als Gast bei Praise the Lord von ASAP Rocky. Der Song bekam unter anderem Platin in England und Doppelplatin in den USA.
Im Jahr 2019 veröffentlichte Skepta sein fünftes Album Ignorance Is Bliss. Obwohl er damit erneut Platz 2 in seiner Heimat und weitere Platzierungen in Europa und Australien erreichte, blieb es insgesamt hinter dem Erfolg des Vorgängers zurück. Der Track Same Old Story wurde zum Soundtrack des Spiels FIFA 20 von Electronic Arts.

## Diskografie
StudioalbenSkepta/Diskografie